# Bentivenga da Bentivengi
Bentivenga da Bentivengi (ur. 1230, zm. 25 marca 1289) – włoski duchowny, kardynał. 
Pochodził z Aquasparta. W młodości wstąpił do zakonu franciszkanów. Zasłynął jako kaznodzieja. W 1276 został mianowany biskupem Todi, a dwa lata później (na konsystorzu 12 marca 1278) kardynałem biskupem Albano. Wielki penitencjariusz od 26 września 1279. Uczestniczył w redagowaniu dekretu Exiit qui seminat papieża Mikołaja III. Brał udział w papieskiej elekcji 1285 i 1287-88. Przypisuje mu się autorstwo zbioru kazań Veritatis Theologicae Volumen.